# Nuevo Colón, Boyacá
Nuevo Colón là một thị xã và đô thị ở Departamento Boyacá, thuộc phân vùng Márquez.